# Iacopo Volpi
Iacopo Volpi, spesso erroneamente riportato come Jacopo (Firenze, 29 giugno 1957), è un giornalista, conduttore televisivo e telecronista sportivo italiano.

## Biografia
Entra in Rai come collaboratore nel 1982. Giornalista professionista dal 1986, viene assunto nella televisione di Stato nello stesso anno; dal 1982 al 1985 viene impiegato infatti con contratti di collaborazione al TG1 e presso i Servizi Informativi di Base e Servizi Sportivi, per poi essere assunto nel marzo 1986 come praticante giornalista al succitato telegiornale di Raiuno, quindi nel 1987 viene promosso a redattore. Nel 1991 viene assegnato alla Testata Giornalistica Sportiva e nel 1992, nell'ambito della redazione "Rubriche e Speciali" viene promosso Capo Servizio.
Dentro la redazione sportiva lavora come inviato della programma calcistico 90º minuto e, soprattutto, come telecronista delle principali partite della pallavolo maschile e femminile. La sua voce è infatti legata al ciclo più vincente di tutti i tempi della nazionale maschile italiana che, con Julio Velasco come commissario tecnico, tra la fine degli anni 80 e i primi anni 90 del Novecento vinse a ripetizione quasi tutte le maggiori competizioni internazionali dell'epoca: fu proprio in occasione della vittoria azzurra al campionato mondiale 1994 svoltosi ad Atene, che venne da lui coniata la definizione di generazione di fenomeni, frase che caratterizzerà tutti i successi di quella fase storica del volley italiano. Nella stagione 1995-1996 conduce per la prima volta La Domenica Sportiva; nel settembre 1997 viene nominato responsabile della redazione calcistica con la qualifica di capo redattore. Dal 2003 al 2016 è vice direttore di Rai Sport, e conduce nuovamente la Domenica Sportiva nella stagione 2006-2007.
Nel 2008 ha condotto Notti europee con il moviolista Daniele Tombolini e Teo Teocoli. Nello stesso anno ha anche condotto in loco gli speciali sui Giochi olimpici di Pechino 2008, in diretta per Rai 2 e Rai Sport Più nella seconda serata italiana. Nel 2009 ha condotto un programma Rai per la Confederations Cup con Zibi Boniek e Gian Piero Galeazzi. Nel 2010 conduce Notti mondiali, in diretta da Johannesburg, con i suoi ospiti Ubaldo Righetti, Sandro Mazzola, Marino Bartoletti, Ivan Zazzaroni, Paolo Paganini, Simona Rolandi, Fulvio Collovati, Giuseppe Dossena e il moviolista Daniele Tombolini. Nello stesso anno ha presentato, assieme a Fiona May, la cerimonia di apertura del campionato mondiale maschile di pallavolo 2010 organizzati in Italia, per il quale poi tornò eccezionalmente in cabina di commento in sostituzione del telecronista designato Alessandro Antinelli, vittima di un problema di salute nel corso del torneo. 
Nel 2012 è ospite fisso a Notti europee su Rai 2, condotto da Andrea Fusco e Simona Rolandi. Nell'agosto dello stesso anno, per i Giochi olimpici di Londra 2012 conduce in seconda serata su Rai 1 Buonanotte Londra, con Simona Rolandi e Margherita Granbassi. Nel 2014 conduce i programmi legati al campionato del mondo 2014 in diretta da Rio de Janeiro. Quindi per il campionato d'Europa 2016 è ospite fisso nei post-partita a Il grande match su Rai 1. Nel 2019 torna alla Domenica Sportiva con Giorgia Cardinaletti alla conduzione; l'anno successivo è sempre alla guida del programma con Paola Ferrari, Eraldo Pecci e Marco Tardelli.
Durante i Giochi olimpici di Rio de Janeiro 2016 aveva condotto il programma Record (otto ore quotidiane), che riepilogava tutta la giornata sportiva appena conclusa. Ai successivi Giochi olimpici di Tokyo 2020, posticipati al 2021 a causa della pandemia di COVID-19, conduce, insieme a Fiona May e Julio Velasco, Tokyo Best of, un programma quotidiano che riassumeva il meglio delle sfide degli atleti italiani in gara. 
Per la stagione 2022-2023 lascia il timone della Domenica Sportiva ad Alberto Rimedio, rimanendo confermato ma essendo in collegamento per leggere gli articoli sulla Gazzetta dello Sport. Ha preso la decisione anche per andare a condurre un programma tutto suo su Rai 2 al venerdì in seconda serata, Atuttocalcio, poi sostituito dalla stagione successiva, da Atuttocampo, con la conduzione di Marco Mazzocchi.
È stato direttore di Rai Sport dal 25 maggio 2023 al 31 dicembre 2024, giorno in cui ha lasciato l'incarico per sopraggiunto pensionamento.

## Televisione
- La Domenica Sportiva (Rai 3, 1995-1996; Rai 2, 2006-2007, 2019-2022)
- Notti Europee (Rai 2, 2008)
- Giochi della XXIX Olimpiade (Rai 2 e Rai Sport Più, 2008)
- Confederations Cup (Rai Sport, 2009)
- Notti mondiali (Rai 1, 2010)
- Buonanotte Londra (Rai 1, 2012)
- Mondiale di Calcio 2014 (Rai 1, 2014)
- Olimpiadi di Tokyo 2020 (Rai 2 e Rai Sport, 2020)
- Atuttocalcio (Rai 2, 2022-2023)
- Notti olimpiche (Rai 2, 2024)